# COROT
COROT (angleško Convection Rotation and planetary Transits) je vesoljska misija pod vodstvom Francoske vesoljske agencije (CNES), v sodelovanju Evropsko vesoljsko agencijo (ESA) in drugimi mednarodnimi partnerji. Primarni cilj COROT so izvenosončni planeti, še posebej tisti podobne velikosti kot je Zemlja. Lansiran je bil 27. decembra 2006 na krovu nosilne rakete Sojuz. Pričetek delovanja je bil 18. januarja 2007. To je prva tovrstna misija.
Satelit ima afokalni teleskop s premerom 27 cm, s poljem spektroskopskih detektorjev. Masa satelita ob izstrelitvi je bila 630 kg. Energijo za delovanje pridobiva s pretvorbo svetlobe v elektriko. Načrtovana življenjska doba je dve leti in pol. Smer opazovanja je pravokotno na orbitalno ravnino, saj so tam svetlobne motnje našega osončja najmanjše. Sonda meri svetlost zvezd. Občasno prihaja v pravilnih intervalih do majhnih zatemnitev, ko zvezde prečkajo planeti. Občutljivost COROT je dovolj velika da zazna kamnite planete velikosti zemlje. Razen planetov bo COROT opazoval tudi seizmologijo zvezd. Iz pulziranja zvezd se namreč da izračunati njihova natančna masa, starost in kemijska sestava.   